# 豊山南出入口
豊山南出入口（とよやまみなみでいりぐち）は、名古屋高速道路11号小牧線のインターチェンジである。楠・都心環状方面のみ出入りが可能なハーフインターチェンジである。入口部分は愛知県西春日井郡豊山町にあり、出口部分は同県名古屋市北区にある。名古屋高速のランプとしては珍しく、入口・出口とも料金所が存在する（楠JCTとの間に本線料金所がないため）。

## 道路
- 名古屋高速11号小牧線

## 接続する道路
- 名濃バイパス（国道41号）

## 料金所

### 楠方面入口
- レーン数:2
  - ETC専用:1
  - 一般:1

### 小牧方面出口
- レーン数:2
  - ETC専用:1
  - 一般:1

## 周辺
- 名古屋中央卸売市場北部市場
- 県営名古屋空港
- エアポートウォーク名古屋

## 隣
名古屋高速11号小牧線
楠JCT - (1101,1111)豊山南出入口 - (1102)大山川料金所 - (1103,1113)豊山北出入口